# Daylight (Maroon 5)
Daylight è un brano musicale dei Maroon 5, pubblicato il 27 novembre 2012, terzo singolo estratto dal loro quarto album in studio Overexposed. È stato scritto da Adam Levine, Max Martin, Sam Martin e Mason Levy, mentre la produzione è stata gestita da Levine, Levy e Martin.
La canzone ha ricevuto un giudizio contrastante dai critici musicali. Alcuni hanno criticato la parte vocale di Levine e l'hanno definita un riempimento tra le tracce dell'album orientate alla musica dance, mentre altri sono concordi sul fatto che per la fine del ritornello si siano ispirati ai Coldplay.

## Background e composizione
Daylight è stato annunciato come il terzo singolo estratto dal loro quarto album in studio Overexposed. È stato eseguito per la prima volta l'8 novembre 2012 al talent reality show The Voice. Daylight è stato scritto da Adam Levine, Max Martin, Sam "SAMM" Martin and Mason "MdL" Levy, mentre la produzione è stata gestita da Levine, Levy e Martin. Levine ha dichiarato numerose volte che è la sua traccia preferita dell'intero album. È una canzone soft rock dove Levine è l'innamorato che, per qualche motivo, deve fuggire via la mattina. "In the daylight/ We'll be on our own/ But tonight I need to hold you so close," ("Nella luce del giorno/ Saremo da soli/ Ma stasera ho bisogno di tenerti vicino a me") canta.

## Critica
La canzone ha ricevuto recensioni contrastanti dalla maggior parte dei critici musicali. Cameron Adams dell'Herald Sun ha anche osservato:
Chris Pyne ha scritto per Billboard riguardo a Daylight:
Mesfin Fekadu di The Huffington Post ha anche visto delle somiglianze, scrivendo:
Adam Markovitz di Entertainment Weekly ha concordato, definendola:
Markovitz ha anche scritto sulla canzone:
Evan Sawdey di PopMatters ha scritto sulla canzone:
Martyn Young di musicOMH si è lamentato che:
Robert Copsey di Digital Spy ha scritto che la canzone:
Grace Duncan di Under the Gun ha chiamato la canzone:

## Esibizioni dal vivo
L'8 novembre 2012, la band ha eseguito la canzone al talent reality show The Voice con il loro membro del tour Sam Farrar. La canzone è stata eseguita anche a The Ellen DeGeneres Show il 12 novembre 2012 e a Saturday Night Li il 18 novembre 2012 insieme a One More Night.
Il 10 febbraio 2013 è stata eseguita durante il Grammy Awards 2013

## Successo commerciale
Daylight ha debuttato al numero 70 nell'ARIA Charts. Daylight è il tredicesimo singolo che entra nella top 100 e diventa uno degli ultimi tre brani consecutivi che hanno raggiunto la posizione numero 2 insieme a Moves like Jagger (nell'agosto 2011) e Payphone (nel luglio 2012) e One More Night (nell'agosto 2012). In seguito è salito alla posizione numero 43.
La canzone è stata anche la colonna sonora dello spot Wind dal 7 giugno al 1º agosto 2013 soprattutto durante il Carosello Reloaded trasmesso su Rai 1.

## Classifiche
| Classifica (2012-13) | posizione massima |
| -------------------- | ----------------- |
| Australia            | 19                |
| Austria              | 35                |
| Belgio               | 8                 |
| Canada               | 5                 |
| Danimarca            | 8                 |
| Francia              | 74                |
| Irlanda              | 37                |
| Italia               | 18                |
| Paesi Bassi          | 29                |
| Repubblica Ceca      | 11                |

## Video musicale
Il 18 settembre 2012, la band ha annunciato, sul loro sito web: "Ci serve il TUO aiuto per il nostro prossimo video musicale. Chiediamo a TE di registrare e condividere la 'TUA storia', e la registrazione potrebbe essere selezionata per apparire nel video per il nostro terzo singolo 'Daylight', diretto da Jonas Åkerlund." All'inizio del video compaiono, in successione, le seguenti parole: "Nel 2012 i Maroon 5 hanno chiesto aiuto al mondo per creare qualcosa di speciale per la canzone Daylight. Persone da tutto il mondo sono venute insieme e questo è il risultato. Questo lo chiamiamo The Daylight Project.". Levine ha detto:
Hanno anche lanciato un sito web chiamato "Daylight Project" per maggiori informazioni e per le persone che devono presentare il loro video.. Il video musicale debutterà il 10 dicembre.

## Contributi e staff
Location di registrazione
- Registrazione - Conway Studios, (Los Angeles)
- Mixaggio – MixStar Studios, (Virginia Beach (Virginia))

Staff
- Scritto da – Adam Levine, Mason Levy, Max Martin, SAMM
- Produttori – Adam Levine, MdL, Max Martin
- Cori – Brie Larson, Max Martin, Mickey Madden, Savannah Buffet
- Batteria – MdL and Shellback
- Tecnico (assistente del mixaggio) – Phil Seaford
- Tecnico (assistente) – Eric Eylands
- Tecnico (per il mixaggio) – John Hanes
- Chitarra (aggiuntiva), cori (aggiuntivi), tastiere (aggiuntive) – Max Martin
- Mixato da – Șerban Ghenea
- Programmato da (aggiuntivi) – Max Martin, Shellback
- Programmato da, tastiere – MdL
- Registrato da – Noah "Mailbox" Passovoy

Crediti adattati dalle note di copertina di Overexposed, A&M/Octone Records.